# Museo de Armas, Vehículos y Máquinas Eduardo André Matarazzo
El Museo de Armas, Vehículos y Máquinas Eduardo André Matarazzo, más conocido como Museo del Automóvil, fue un museo particular ubicado en la ciudad de Bebedouro, Brasil. 
El museo fue abierto en 1964 bajo el nombre de "Museo de Carros y Vehículos Motorizados Antiguos" por el empresario y coleccionador Eduardo André Matarazzo. Inicialmente se encontraba en la ciudad de São Paulo en un edificio propiedad de las Indústrias Reunidas Francisco Matarazzo. El museo fue trasladado para Bebedouro entre 1968 y 1970 por sugerencia de la esposa de Eduardo, Eneida Matarazzo, y fue mantenido desde entonces en convenio con la municipalidad de esa ciudad.
El museo conservaba una colección de casi 300 piezas entre las que se destaca la colección de aproximadamente 90 automóviles, la mayoría de los cuales fue fabricada entre las décadas de 1900 y 1950. El museo también poseía algunas aeronaves  (desde cazas a aviones comerciales de gran tamaño), locomotoras, motocicletas, carros de combate y armamento bélico en general, motores de gran tamaño, aparatos de comunicación y otros objetos antiguos diversos. Dos grandes inundaciones, ocurridas en 1984 y en 2006, dañaron parte importante de la colección. El museo contaba también con una oficina propia para restauración de piezas pero acusó la falta de auxilio financiero para la conservación de las piezas.
Debido a problemas financieros, El museo cerró sus puertas definitivamente el 22 de enero del 2017.